# Организације Срба у Хрватској
Организације Срба у Хрватској представљају организације српске националне мањине у Републици Хрватској.
Централна институција је Српско народно вијеће. Централна културна, научна и просветна установа је Српско културно друштво Просвјета. Српско привредно друштво Привредник је најстарија активна организација, док је водећа културно-информативна огранизација Срба у Хрватској Српски народни форум.

## Списак организација

### Удружења грађана
| Назив | Седиште        | Година оснивања | Напомена |
| --- | -------------- | --------------- | --- |
| Вуковарско српско пјевачко друштво „Јавор“                                                                       | Вуковар        | 1998.           | |
| Друштво за српски језик и књижевност у Хрватској                                                                 | Вуковар        | 1998.           | |
| Заједница Дрежничких Срба                                                                                        | Дрежница       | 1999.           | |
| Заједница Срба Билогоре, Мославине и Западне Славоније                                                           | Бјеловар       | 2010.           | |
| Заједница Срба Загреба                                                                                           | Загреб         | 2007.           | |
| Заједница Срба из Босне и Херцеговине                                                                            | Загреб         | 2011.           | |
| Заједница Срба Озрена и Посавине                                                                                 | Борово         | 2009.           | |
| Заједница Срба Раша                                                                                              | Раша           | 2012.           | |
| Заједница Срба Ријека                                                                                            | Ријека         | 1993.           | |
| Заједница Срба Ровињ - Истарске жупаније                                                                         | Ровињ          | 2010.           | |
| Заједница Срба Сјеверозападне Хрватске                                                                           | Вировитица     | 2007.           | Актуелни председник је Станиша Жарковић, уједно председник и Коалиције „Српска слога“ и Српског културно-просвјетног друштва „Просвјета"               |
| Заједница Срба у Истри                                                                                           | Пула           | пре 1998.       | |
| Заједница Срба у Републици Хрватској                                                                             | Загреб         | пре 1998.       | |
| Заједничко веће општина                                                                                          | Вуковар        | 1995.           | |
| Клуб заједнице Срба                                                                                              | Пачетин        | 1999.           | |
| Клуб Срба Града Лабина                                                                                           | Лабин          | 2011.           | |
| Клуб Срба Истарске жупаније                                                                                      | Пула           | 2011.           | |
| Коалиција „Српска слога“                                                                                         | Вировитица     | 2010.           | Актуелни председник је Станиша Жарковић, уједно председник и Заједнице Срба Сјеверозападне Хрватске и Српског културно-просвјетног друштва „Просвјета" |
| Народно вијеће Срба                                                                                              | Загреб         | 1999.           | |
| Национално вијеће Срба у Хрватској                                                                               | Бјеловар       | 2011.           | |
| Савез српских организација                                                                                       | Загреб         | пре 1998.       | |
| Срби Правда Истина                                                                                               | Загреб         | 2002.           | |
| Српска заједница                                                                                                 | Вуковар        | 2010.           | |
| Српска организација „Практична жена“                                                                             | Бели Манастир  | 2007.           | |
| Српски демократски форум                                                                                         | Загреб         | 1991.           | |
| Српски културни клуб „Милутин Миланковић“                                                                        | Бели Манастир  | 2007.           | |
| Српски културно информативни центар                                                                              | Сисак          | 2010.           | |
| Српски омладински форум                                                                                          | Загреб         | 2005.           | |
| Српско културно друштво „Бранко Радичевић“                                                                       | Славонски Брод | 2010.           | |
| Српско културно друштво „Просвјета“                                                                              | Загреб         | 1944.           | |
| Српско културно друштво Истре „Никола Тесла“                                                                     | Пула           | 2004.           | |
| Српско културно умјетничко друштво "Бранко Радичевић“                                                            | Даљ            | 2008.           | |
| Српско културно умјетничко друштво "Јован Јовановић Змај“                                                        | Бијело Брдо    | 2000.           | |
| Српско културно умјетничко друштво „Јован Лазић“                                                                 | Бели Манастир  | пре 1998.       | |
| Српско културно умјетничко друштво „Младост“                                                                     | Гуња           | 2009.           | |
| Српско културно умјетничко друштво „Свети Сава“                                                                  | Тења           | 2007.           | |
| Српско културно-просвјетно друштво „Просвјета“                                                                   | Вировитица     | 2008.           | Актуелни председник је Станиша Жарковић, уједно председник и Коалиције „Српска слога“ и Заједнице Срба сјеверозападне Хрватске                         |
| Српско културно-умјетничко и духовно друштво "Ђурђевдан“                                                         | Дрежница       | пре 1998.       | |
| Српско народно вијеће                                                                                            | Загреб.        | 1997.           | Пун назив гласи: Српско народно вијеће - Национална координација вијећа српске националне мањине у Републици Хрватској.                                |
| Српско привредно друштво „Привредник“                                                                            | Загреб         | 1897.           | |
| Удруга за његовање културних и обичајних вриједности српске националне мањине „Врело“                            | Загреб         | 2005.           | |
| Удруга грађана српске националности Града Пакраца                                                                | Пакрац         | 2011.           | |
| Удруга за повратак Срба на подручје Равних котара и Буковице                                                     | Бенковац       | 2006.           | |
| Удруга Срба Осјечко-барањске жупаније                                                                            | Чокадинци      | 2011.           | |
| Удружење прогнаних и поватника Срба Републике Хрватске                                                           | Вуковар        | пре 1998.       | |
| Удружење српских породица убијених, погунулих, несталих и насилно одведених и инвалидних особа "Против заборава“ | Загреб         | 2011.           | |
| Удурга „Ђурђевдан“ за спорт, културу и умјетност Срба и пријатеља Града Сплита                                   | Сплит          | 2011.           | |
| Форум младих Српског демократског форума                                                                         | Загреб         | 2011.           | Аутономни омладински огранак унутар СДФ-а |
| Српски Народни Форум                                                                                             | Борово         | 2013.           | Организација базирана на развој српске заједнице, са водећим информативним порталом Срба у Хрватској на домени www.snf.hr                              |
| Шаховско друштво Заједничког веће општина                                                                        | Вуковар        | 2000.           | |

### Политичке странке
Срби у Хрватској организовани су у шест политичких партија. Најмоћнија, најорганизованија и једина парламентарна партија је Самостална демократска српска странка. Демократска партија Срба, Наша странка, Нова српска странка и Српска народна странка заједно наступају кроз Коалицију „Српска слога“.
| Назив                                 | Седиште | Година оснивања | Напомена                                                                  |
| ------------------------------------- | ------- | --------------- | ------------------------------------------------------------------------- |
| Банијска демократска странка          | Двор    | 2009.           |                                                                           |
| Демократска партија Срба              | Загреб  | 2009.           |                                                                           |
| Наша странка                          | Борово  | 2011.           |                                                                           |
| Нова српска странка                   | Вуковар | 2009.           |                                                                           |
| Партија подунавских Срба              | Вуковар | 1998.           |                                                                           |
| Самостална демократска српска странка | Вуковар | 1995.           | Парламентарна странка у трећем мандату у Хрватском сабору после 2003.     |
| Српска народна странка                | Загреб  | 1991.           | Парламентарна странка у три мандата у Хрватском сабору, од 1992. до 2003. |

## Извор
- Регистар политичких старанака Републике Хрватске Архивирано на веб-сајту  (9. децембар 2012)
- Регистар удруга Републике Хрватске Архивирано на веб-сајту  (7. децембар 2012)